# Тревизан, Жуан Силвериу
Жуан Силвериу Тревизан (порт. João Silvério Trevisan; род. 23 июня 1944, Рибейран-Бониту, штат Сан-Паулу, Бразилия) — бразильский писатель, драматург, журналист, сценарист, кинорежиссёр.

## Биография
Родился 23 июня 1944 года в городке Рибейран-Бониту. Обучался в семинарии Бон-Жезус в Апаресиде. Защитил диплом по философии. Переехал с семьей в Сан-Паулу, где поступил на работу в кинокомпанию Синематика Бразилейра. Служил помощником режиссёра Жуана Батисты ди Андраде в фильме «Свобода массовой информации» (1967). Работал в ряде других картин разных режиссёров. В 1970 году написал сценарий единственной своей картины «Оргия или человек, которого создал бог». Фильм был запрещён цензурой. В 2010 году по мотивам рассказа Тревизана был снят фильм «Тайный друг», удостоившийся многочисленных премий.
Во время военной диктатуры в Бразилии, после издания Институционального акта №5, Тревизан, признавший свою гомосексуальность, был вынужден покинуть страну. В 1973—1976 годах он жил в Мексике и США. В штате Калифорния познакомился с участниками движения за права гомосексуалов и увлёкся правозащитной и писательской деятельностью. Свою первую книгу «Завет Ионафана, оставленный Давиду», написанную им в эмиграции, он издал по возвращении на родину в 1976 году. В 1978 году им была основана группа «Мы», защищавшая права гомосексуалов и выступавшая за декриминализацию гомосексуализма в Бразилии. В том же году Тревизан стал одним из учредителей и редакторов газеты «Светящийся угол», также известной под названием «Лампиану». Во время военной диктатуры в Бразилии и господствовавшей цензуры издание служило площадкой для разных политических движений и социальных групп.
В 1982 году, по заказу издательства Гей Мен’с Пресс, писатель начал работу над книгой, посвящённой истории гомосексуализма в Бразилии, которая была издана в 1986 году в Великобритании и Бразилии под названием «Извращенцы в раю». За это время им также были написаны и изданы первые два романа: в 1983 году «Имя желания» и в 1984 году «Вакантные новости Мелиньи Маркиотти». Самое известное литературное произведение Тревизана «Два тела в головокружении» входит в антологию «100 лучших бразильских рассказов XX века». Писатель трижды удостаивался Премии Жабути, самой престижной литературной премии Бразилии, и трижды Премии Ассоциации художественных критиков Сан-Паулу, а также ряда других наград. Однако, несмотря на это, его правозащитная и литературная деятельность длительное время игнорировалась ведущими СМИ Бразилии. Сочинения писателя переведены на английский, испанский и немецкий языки.
Некоторое время он преподавал литературное мастерство в частном вузе и вёл колонку в журнале «Джи Мэгэзин». Писатель проживает в Сан-Паулу. Тревизан подверг критике гомофобный, сексистский и расистский режим президента Жаира Болсонару и «болсонаризм», который, по его мнению, является свидетельством «кризиса мужественности» в Бразилии. Основываясь на фактах просочившихся в прессу, он указывает на фаллическую и анальную фиксации у сторонников «болсонаризма».